# Biskopspalatset, Dubrovnik
Biskopspalatset (kroatiska: Biskupska palača), även kallat Sorkočević-palatset (Palača Sorkočević), är ett kulturminnesmärkt palats i Dubrovnik i Kroatien. Det är beläget mittemot katedralen vid Marin Držićs torg i Gamla stan. Palatset uppfördes ursprungligen år 1350 av adelsätten Sorkočević men har därefter om- och tillbyggts flera gånger.

## Arkitektur och historik
Byggnaden uppfördes år 1350 men har sedan dess genomgått flera ombyggnationer. Redan på 1500-talet tillbyggdes flera våningar men de största förändringarna tillkom efter den stora jordbävningen år 1667.
Palatset har idag fyra våningar och består av tre sammanbyggda hus med en total yta på omkring 2 000 kvadratmeter. Konstruktionen är sammanbyggd med Sankt Bartolomeus kyrka och bär stildrag från renässansen och barocken. Barockelementen är mest framträdande i palatsets entrérum och trappa. 
År 1979 skadades byggnadens struktur i en jordbävning varpå den blev obeboelig. Åren 1984–1993, med avbrott under belägringen av Dubrovnik år 1991, genomfördes förberedande arbeten för palatsets sanering och restaurering som inleddes först år 2003.
Palatset var den lokala Sorkočević-ättens bostadshus men övergick på 1800-talet i stiftets ägo. Det har sedan dess, åtminstone i symbolisk mening, tjänat som biskopens bostad och säte för Dubrovniks stift.